# Sinhasain
Sinhasain (nep. सिंहासैन) – gaun wikas samiti w zachodniej części Nepalu w strefie Bheri w dystrykcie Dailekh. Według nepalskiego spisu powszechnego z 2011 roku liczył on 1193 gospodarstwa domowe i 6709 mieszkańców (3398 kobiet i 3311 mężczyzn).